# ・ふ・た・り・ぼ・っ・ち・
『・ふ・た・り・ぼ・っ・ち・』は、1988年7月2日に東映系で公開された日本映画である。製作はセントラル・アーツ、日本テレビ。併映作品は『またまたあぶない刑事』。

## 概要
- 『またまたあぶない刑事』の併映作品として、日本テレビ、セントラル・アーツ共同制作により製作された恋愛映画で、もともとは、丸山昇一が松竹に出していた企画が頓挫し、それをどうにかしたいというキティ・フィルムの伊地智啓の提案から実現した作品であり[1]、原作小説も丸山自身が執筆している。
- 助演男優でBARBEE BOYSの近藤敦（現・KONTA）が出演し、劇中音楽を担当している。この作品のサウンドトラックである『JUST TWO OF US』が、RADIO-K･BARBEE BOYS名義で、1988年8月5日にEPIC/SONY RECORDSからリリースされた。
- 監督の榎戸耕史はこの作品が劇場映画デビュー作となる。

## スタッフ
- 監督：榎戸耕史
- 原作・脚本：丸山昇一
- 企画：岡田晋吉（日本テレビ）、黒澤満（セントラルアーツ）
- プロデューサー：初川則夫（日本テレビ）、伊地智啓（キティフィルム）
- 撮影：浜田毅
- 撮影助手：柴主高秀、鍋島淳裕、福本淳
- 美術：種田陽平
- 照明：熊谷秀夫
- 照明助手：上田なりゆき
- 録音：小野寺修
- 編集：川島章正
- 記録：今村治子
- 音楽：近藤敦（BARBEE BOYS）
- 音楽プロデューサー：高桑忠男
- レコーディング・プロデューサー：いまみちともたか
- 主題歌：BARBEE BOYS「使い放題tenderness」
- 挿入曲：佐藤正美「MOTHER TREE」
- 製作協力：キティ・フィルム

## キャスト
- 高橋広子／古村比呂
- 福田健二／近藤敦（現・KONTA）
- 吉原富子／村上里佳子（現・RIKACO）
- 武田和也／玉置浩二
- 高橋喜三郎／秋野太作
- 高橋房子／岡本麗
- 片桐はいり
- 小林稔侍
- 三浦友和